# Nelson Olveira
Nelson Artigas Olveira Romero (Paso de los Toros, Uruguay, 19 de junio de 1974) es un exfutbolista uruguayo que jugaba como defensa.

## Clubes

### Como jugador
| Club                                | País      | Año       |
| ----------------------------------- | --------- | --------- |
| Fénix                               | Uruguay   | 1992      |
| Peñarol                             | Uruguay   | 1993-2000 |
| Fénix                               | Uruguay   | 2001      |
| Huracán Buceo                       | Uruguay   | 2001      |
| Alianza Lima                        | Perú      | 2002-2003 |
| Gimnasia y Esgrima La Plata         | Argentina | 2003-2004 |
| Universidad de San Martín de Porres | Perú      | 2004      |
| Independiente Santa Fe              | Colombia  | 2005-2006 |
| Peñarol                             | Uruguay   | 2006-2007 |
| Estudiantes de Mérida               | Venezuela | 2007      |
| Fénix                               | Uruguay   | 2008      |
| Miramar Misiones                    | Uruguay   | 2008-2010 |
| Boston River                        | Uruguay   | 2010-2011 |
| Central Español                     | Uruguay   | 2011-2012 |
| Canadian                            | Uruguay   | 2012      |

### Como asistente
| Club     | País      | Año       | Asistente de     |
| -------- | --------- | --------- | ---------------- |
| Carabobo | Venezuela | 2017-2018 | Wilson Gutiérrez |

### Como entrenador
| Club         | País     | Año       | Partidos |
| ------------ | -------- | --------- | -------- |
| Boyacá Chicó | Colombia | 2016-2017 | 23       |

## Palmarés

### Como jugador

#### Campeonatos nacionales
| Título              | Club            | País    | Año       |
| ------------------- | --------------- | ------- | --------- |
| Campeonato Uruguayo | Peñarol         | Uruguay | 1993      |
| Campeonato Uruguayo | Peñarol         | Uruguay | 1994      |
| Campeonato Uruguayo | Peñarol         | Uruguay | 1995      |
| Campeonato Uruguayo | Peñarol         | Uruguay | 1996      |
| Campeonato Uruguayo | Peñarol         | Uruguay | 1997      |
| Campeonato Uruguayo | Peñarol         | Uruguay | 1999      |
| Primera división    | Alianza Lima    | Perú    | 2003      |
| Segunda división    | Central Español | Uruguay | 2011-2012 |